# Teodoro de Beaurepaire
Teodoro Alexandre de Beaurepaire (Toulon, 1787 — Rio de Janeiro, 1849), foi um militar brasileiro de origem francesa. Estudou em Lisboa e veio para o Brasil, em 1808, como primeiro-tenente na esquadra que naquele ano trouxe a Família Real Portuguesa para o Brasil.
Em 1823, lutou na Bahia contra as tropas portuguesas durante a Guerra da Independência. No ano seguinte, participou da repressão à Confederação do Equador, em Pernambuco. Nessa ocasião, aprisionou o navio rebelde "Constituição ou Morte", que depois passou a se chamar "Beaurepaire".
Na Guerra da Cisplatina, participou de vários combates em 1826 e 1827 e capturou navios corsários que perseguiam os navios mercantes brasileiros. Entre 1837 e 1838, já chefe-de-divisão, chefiou as forças navais na repressão à Sabinada. Em 1843, comandou a esquadra que escoltou a imperatriz D. Teresa Cristina de Nápoles até o Rio de Janeiro, onde se casou com D. Pedro II.